# きんえい
株式会社きんえい（英: Kin-Ei Corp.）は、大阪市阿倍野区に本社を置くサービス業（主に映画館の運営）及び不動産業を行う会社であべのアポロを運営する近鉄グループの会社である。
2013年5月まで単元株式数が日本で唯一2,000株であった。

## 沿革
アポロビルにある「あべのアポロシネマ」の前身は1950年に開館した「アポロ座」だが、そのルーツは、株式会社大鉄映画劇場（株式会社近畿映画劇場を経て、現・株式会社きんえい）が1937年（昭和12年）に大阪鉄道大阪阿部野橋駅構内に開設した社名と同じ「大鉄映画劇場」まで遡ることができる。映画館設立にあたっては阪神急行電鉄（現：阪急阪神ホールディングス）を率いていた小林一三も関与している。1954年に「近映大劇場」「近畿劇場」「近畿地下劇場」の3館からなる「近映会館」が開館し、今日の礎を築いた。戦前には吉本興業と提携した大鉄花月劇場も運営していた。
戦時中に大阪鉄道が大阪電気軌道と合併し、関西急行鉄道に改称した後、南海鉄道とも合併して近畿日本鉄道と社名を再度改めた際、「大鉄○○」の名称はすべて「近畿○○」に変更した。当時の近畿日本鉄道の略称は「日本鉄道」「近畿」「近日」もしくは「近畿日本」であった。これはすでに近江鉄道が「近鉄」（読みはおうてつ）を略称として使用していたためである。

### 年表
- 1937年5月 - 「株式会社大鉄映画劇場」として創業（資本金1,000千円）。大阪阿部野橋駅構内に「大鉄映画劇場」開館
- 1938年 - 大鉄映画劇場に併設して「大鉄映画ニュース館」「大鉄映画地下劇場」を開館
- 1939年 - 吉本興業と提携した「大鉄花月劇場」を開場
- 1944年6月 - 株式会社大鉄映画劇場から「株式会社近畿映画劇場」に社名変更
- 1949年5月 - 大阪証券取引所に上場
- 1950年12月 - 「アポロ座」開館（現・あべのアポロシネマ）
- 1954年11月 - 「近映大劇場」「近畿劇場」「近畿地下劇場」の3館からなる「近映会館」が開館（現在の阿部野橋ターミナルビルウイング館の場所に存在）
- 1956年 - 近畿日本鉄道株式会社と株式会社近畿映画劇場の共同出資で「近映興業株式会社」設立
- 1957年 - 「アポロ座」「阿倍野セントラル」「あべの劇場」「阿倍野シネマ」の4館からなる「アポロ会館」が開館
- 1959年 - 「食堂ビル ニューアポロ」開業
- 1967年 - 阿倍野共同ビル地下に「あべの文化劇場」開館
- 1968年 - 新名画ビル地下に「あべの名画座」開館
- 1970年 - 株式会社近畿映画劇場が近映興業株式会社を合併
- 1972年7月 - アポロビル開業
- 1977年 - 食堂・喫茶部門の経営を「近映産業株式会社」に委託
- 1988年 - 近映産業株式会社解散。食堂・喫茶部門の経営を「キンエイサービス株式会社」に委託
- 1998年12月 - あべのルシアス開業。社名を株式会社近畿映画劇場から「株式会社きんえい」に変更
- 2006年 - キンエイサービス株式会社解散。食堂・喫茶部門の経営を「アポロサービス」に委託
- 2008年 - あべのルシアスの賃貸・運営管理業務開始
- 2011年4月 - ヴィアあべのウォークの店舗賃貸を開始
- 2013年6月 - 株式併合（10株を1株の割合で併合）及び単元株式数変更（2,000株から100株に変更）を実施
- 2013年7月 - 大阪証券取引所における現物株撤退に伴い、東京証券取引所第2部に上場

## 運営施設
- あべのアポロ
- あべのルシアス（大阪市の保留床を一括して賃貸・運営管理業務）
  - あべのアポロシネマ（あべのアポロとあべのルシアス・両ビルにまたがって設置）
- ヴィアあべのウォーク（店舗の賃貸）
- 大阪阿部野橋駅構内宝くじ売店

### 過去の運営施設
- 「近映会館」（1954年 - 1981年）
- 「あべの文化劇場」（阿倍野共同ビル地下、1967年 - 1998年）
- 「アポロシネマ8プラス1」（新名画ビル地下、旧「あべの名画座」、1968年 - 2007年）
- 「アポログリーン」（アポロビル4F、後のあべのアポロシネマ・スクリーン1、1972年 - 1998年）
- 「アポロローズ」（アポロビル4F、後のあべのアポロシネマ・スクリーン2、1972年 - 1998年）
- 「天王寺ステーションシネマ」（天王寺ステーションビル地下、近畿日本鉄道より1985年譲受、2001年閉館）